# The Go! Team
The Go! Team, är en brittisk musikgrupp från Brighton, England. De har flera trummisar och deras musik är en blandning av temalåtar från TV-serier, hejaramsor, old school-hiphop, funk och inte minst pop. De använder sig mycket av samplingar på album men de har en riktig livesättning med instrument. De kan jämföras med bland annat Handsomeboy Technique.

## Medlemmar
Nuvarande medlemmar
- Ian Parton – elgitarr, munspel, trummor, piano, klockspel, triangel
- Angela "Maki" Won-Yin Mak – sång, gitarr, melodika, blockflöjt, tamburin
- Ninja – rap, sång, trummor, tamburin, blockflöjt
- Sam Dook – elgitarr, banjo, trummor, basgitarr, tamburin
- Simone Odaranile – trummor, percussion
- Adam Hutchison – basgitarr

Tidigare medlemmar
- Jamie Bel – basgitarr, piano, klockspel
- Silke Steidinger – sång, div. instrument
- Chi "Ky" Fukami Taylor – trummor, slagverk, sång
- Kaori Tsuchida – sång, trummor, elgitarr, keyboard, melodika, klockspel, tamburin, blockflöjt m.m. (ersatte Silke Steidinger, hösten 2005)
- Cheryl Pinero – sång, basgitarr

## Diskografi
Studioalbum
- Thunder, Lightning, Strike (2004)
- Proof of Youth (2007)
- Rolling Blackouts (2011)
- The Scene Between (2015)
- Semicircle (2018)

Samlingsalbum
- Public Service Broadcast (2004) (UK Albums Chart #3)
- Help-a Day in the Life (2005)

EPs
- Get It Together (2000)
- Are You Ready for More? (2005)
- Audio Assault Course (2006)
- Live at Lollapalooza 2006 (2006)
- Live at Lollapalooza 2008 (2008)

Singlar (urval)
- "Get It Together" (2000)
- "Junior Kickstart" (2003)
- "The Power is On" (2004)
- "Ladyflash" (2004)
- "Bottle Rocket" (2005)
- "Are You Ready For More?" (2005)

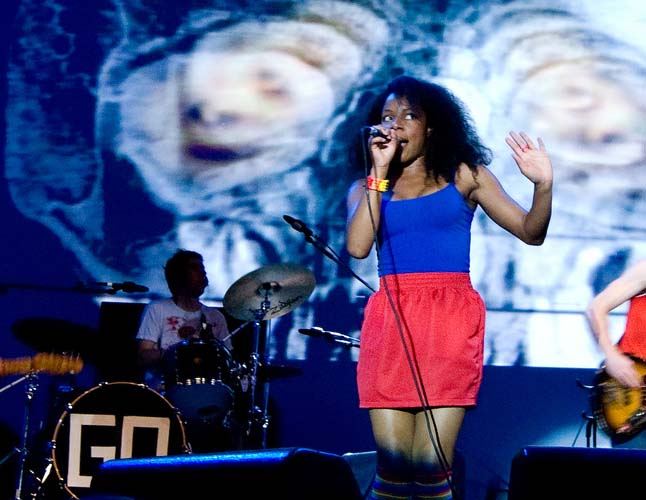
Ninja uppträder med The Go! Team 2008.

- "Ladyflash" (2006) (återutgåva) (UK Singles Chart #26)